# Symmorphus iwatai
Symmorphus iwatai är en stekelart som beskrevs av Sk. Yamane 1990. Symmorphus iwatai ingår i släktet vedgetingar, och familjen Eumenidae. Inga underarter finns listade i Catalogue of Life.